# Der Unbestechliche
Der Unbestechliche ist ein Lustspiel in fünf Akten von Hugo von Hofmannsthal. Die Uraufführung fand am 16. März 1923 im Wiener Raimund-Theater statt.
Das Drama erzählt von einer finanziell gut situierten Familie (die Baronin, der Sohn Jaromir, dessen Frau Anna, deren beider Kinder sowie etliche Diener) und einigen Gästen, die auf ihr Gut zu Besuch kommen (unter ihnen Melanie Galattis, Marie am Rain und der General). Der unbestechliche Diener Theodor ist die Hauptperson in diesem Stück. Er ist einerseits sehr intelligent und geschickt, andererseits sehr leicht verletzlich.

## Handlung
Zu Beginn des Stücks dreht sich alles um die Ankunft von Jaromirs Geliebten Maria und Melanie und um den Hausdiener Theodor, der aus nicht bekannten Gründen gekündigt hat und angeblich krank auf seinem Zimmer liegt. Als die Baronin Gelegenheit findet, mit ihm unter vier Augen zu sprechen, stellt sich heraus, dass er aus einem ganz bestimmten Grund nicht mehr arbeiten will. Dieser Grund ist Jaromir, welcher Theodor schon lange kennt, aber (so denkt dieser) ihn und Anna verachtet und absichtlich diskriminiert. Weiterhin weiß Theodor, dass Jaromir ein Spiel mit den drei Frauen, welche nun gleichzeitig in seinem Hause zugegen sind, spielen will.

Da Theodor für den reibungslosen Ablauf aller Arbeiten auf dem Anwesen unentbehrlich ist, ist die Baronin sehr bemüht, ihren Bediensteten wieder für sich zu gewinnen. Daher willigt sie ein, als Theodor sie darum bittet, die Causa Jaromir in die Hand nehmen und sich an diesem rächen zu dürfen.

Theodor wartet auf die Gelegenheit, mit Melanie alleine sprechen zu können, und überzeugt sie davon, dass es besser sei, sich von ihrem Liebhaber Jaromir loszusagen. Mit genauso viel Einfühlungsvermögen bringt er auch Maria dazu, das Haus zu verlassen. Als Jaromir erfährt, dass die beiden Frauen abreisen wollen, wird er zunächst sehr böse und versucht sie davon abzubringen. Dann jedoch scheint er die Liebe zu seiner Frau Anna wiederzuentdecken und lässt von seinen Liebschaften ab.

Am Schluss bleibt Theodor wie versprochen im Dienste der Baronin und alle sind glücklich.

## Ausgabe
- Hugo von Hofmannsthal, Der Unbestechliche, Reclam, 2000, ISBN 3-15-018042-2